# Felhők közül a nap
A Felhők közül a nap (eredeti cím: Shining Through)  1992-ben bemutatott brit–amerikai romantikus film, ami Susan Isaacs azonos című novelláján alapul. A filmet David Seltzer rendezte és írta, a zenéjét Michael Kamen szerezte, a történet pedig egy amerikai kémről és a titkárnőjéről szól, akik a náci Németország egyik legmagasabb beosztású tisztjéhez próbálnak közel férkőzni. A főszereplők közt megtalálható Michael Douglas, Melanie Griffith, Liam Neeson, Joely Richardson és John Gielgud.
A filmet az Amerikai Egyesült Államokban 1992. január 31-én, Magyarországon 1992. május 1-jén mutatták be a mozikban.

## Cselekmény
A második világháború idején, az 1940-es években Ed Leland amerikai kém veszélyes megbízást kap: be kell épülnie és a magas rangú német tiszt, Franze-Otto Dietrich közelébe kell kerülnie, hogy általa információkhoz jusson. Ed titkárnője és egyben szerelme, Linda Voss azonban meggyőzi a férfit, hogy ő jobban helyt állna a helyzetben, így végül a nő utazik Berlinbe. Linda házvezetőnőként kerül Dietrich közelébe, azonban egy idő után a nő veszélybe kerül, így Ed is a német fővárosba indul, hogy megmentse szerelmét.

## Szereplők
| Színész          | Szerep                 | Magyar hang          |
| ---------------- | ---------------------- | -------------------- |
| Michael Douglas  | Ed Leland              | Jakab Csaba          |
| Melanie Griffith | Linda Voss             | Rák Kati             |
| Liam Neeson      | Franze-Otto Dietrich   | Szabó Sipos Barnabás |
| Joely Richardson | Margrete Von Eberstein | Szalay Krisztina     |
| John Gielgud     | Sunflower              | Bálint György        |
| Francis Guinan   | Andrew Berringer       |                      |
| Sheila Allen     | Olga Leiner            |                      |
| Ronald Nitschke  | Horst Drescher         |                      |
| Hansi Jochmann   | Hedda Drescher         |                      |

## Díjak és jelölések
| Év   | Díj             | Kategória                | Jelölt             | Eredmény |
| ---- | --------------- | ------------------------ | ------------------ | -------- |
| 1993 | Arany Málna díj | Legrosszabb film         | Felhők közül a nap | Elnyerte |
| 1993 | Arany Málna díj | Legrosszabb színésznő    | Melanie Griffith   | Elnyerte |
| 1993 | Arany Málna díj | Legrosszabb rendező      | David Seltzer      | Elnyerte |
| 1993 | Arany Málna díj | Legrosszabb színész      | Michael Douglas    | Jelölve  |
| 1993 | Arany Málna díj | Legrosszabb forgatókönyv | David Seltzer      | Jelölve  |